# Josef Wendl
Josef Wendl (Monaco di Baviera, 17 dicembre 1906 – 2 settembre 1980) è stato un calciatore tedesco, di ruolo difensore.

## Carriera

### Nazionale
Ha collezionato 5 presenze con la propria Nazionale.